# Czernigowskij (rejon proletarski)
Czernigowskij (ros. Черниговский) – chutor w Rosji, w obwodzie rostowskim, w rejonie proletarskim. W 2010 liczył 104 mieszkańców.